# Ange Defendini
Ange Defendini, né le 4 décembre 1909 aux îles du Salut et exécuté le 10 septembre 1944, fut, pendant la Seconde Guerre mondiale, un résistant et un agent du Special Operations Executive, section F (française).

## Biographie

### Avant la guerre
Ange Defendini naît le 4 décembre 1909 aux îles du Salut (près de Kourou en Guyane française) dans une famille de fonctionnaires corses. Il fait ses études à Bastia. À partir de janvier 1930, il paraît accomplir des missions ponctuelles pour le 2e Bureau, service français du renseignement militaire. À partir de 1934, il est un agent du contre-espionnage.
Il est marié et père de six enfants.

### De 1939 à 1943
Incorporé au 173e régiment d'infanterie de ligne, le régiment des Corses, il est sergent-major et blessé. De retour en Corse, il continue ses activités clandestines dans la Résistance, auprès de Fred Scamaroni. Une partie de son activité est vraisemblablement la surveillance du consulat d'Italie à Bastia, centre de propagande de l'irredentisme. L'occupation de la Corse le contraint à fuir l'île en embarquant sur le sous-marin Casabianca à destination d'Alger puis de Londres.

### Agent du SOE
Il est recruté par le SOE. Il suit un entraînement d’agent secret du SOE : stage d'évaluation, sabotage, parachute (il se blesse). Envoyé en mission comme chef du réseau PRIEST dont Roméo Sabourin « Léonard » doit être l’opérateur radio, il est débarqué sur les côtes bretonnes le 29 février 1944, en même temps que François Mitterrand. En fait le réseau d'accueil a été infiltré par les Allemands et il est arrêté à Saint-Quentin. Bien qu'emprisonné à Fresnes, il parvient à faire connaître à ses chefs les responsables de la trahison. En vain. Ange Defendini est exécuté à Buchenwald le 14 septembre 1944.

## Reconnaissance

### Distinctions
- Royaume-Uni : Mentioned in Despatches
- France : Médaille de la Résistance, chevalier de la Légion d'honneur[2].

### Monuments
- En tant que l'un des 104 agents de la section F morts pour la France, Ange Defendini est honoré au mémorial de Valençay, Indre, France.
- Brookwood Memorial, Surrey, panneau 22, colonne 1.
- au camp de Buchenwald, une plaque, inaugurée le 15 octobre 2010, honore la mémoire des officiers alliés du bloc 17 assassinés entre septembre 1944 et mars 1945, notamment vingt agents du SOE, parmi lesquels figure « Defendini, Lt. A.B. ».

## Identités
- État civil : Ange Brand Defendini
- Comme agent du SOE
  - Nom de guerre : « Jules »
  - Nom de code opérationnel : PRIEST (en français : prêtre)

Situation militaire britannique : porté lieutenant sur General List, matricule 301258.

### Sources
- Le Mémorial de la section F, Gerry Holdsworth Special Forces Charitable Trust, 1992
- Fiche Defendini, Alphonse (Ange), avec photo sur le site Special Forces Roll of Honour.
- Michael R. D. Foot, Des Anglais dans la Résistance. Le Service Secret Britannique d'Action (SOE) en France 1940-1944, annot. Jean-Louis Crémieux-Brilhac, Tallandier, 2008,  (ISBN 978-2-84734-329-8). Traduction en français par Rachel Bouyssou de (en) SOE in France. An account of the Work of the British Special Operations Executive in France, 1940-1944, London, Her Majesty's Stationery Office, 1966, 1968 ; Whitehall History Publishing, in association with Frank Cass, 2004. Ce livre présente la version officielle britannique de l’histoire du SOE en France.
- « DEFENDINI Ange Brand, dit « Prêtre » », sur resistance-corse.asso.fr (consulté le 16 décembre 2023)